# Родригес де ла Пенья, Давид
Давид Родригес де ла Пенья (исп. David Rodríguez de la Peña; род. 4 января 1966, Мехико) — мексиканский пианист, композитор и музыкальный педагог.
Окончил Национальную консерваторию по классу фортепиано Росы Марии Дельсордо, затем учился в школе музыки Университета Цинциннати у супругов Придонофф (фортепиано), Аллена Заппа (композиция) и Сэмюэла Адлера (оркестровка). В США же начал преподавательскую карьеру, концертировал в различных американских городах.
В 1999—2005 годах возглавлял консерваторию в Тихуане, одновременно был штатным пианистом камерного Оркестра Нижней Калифорнии. Затем в 2005—2007 годах руководил отделом музыки в Институте культуры Нижней Калифорнии в Мехикали. В 2007—2012 годах — вице-директор Института искусств Автономного университета Нижней Калифорнии. В 2012—2016 годах — директор Национальной консерватории Мексики.